# Finn Porath
Finn-Dominik Porath (Eutin, 23 febbraio 1997) è un calciatore tedesco, attaccante dell'Holstein Kiel.

## Caratteristiche tecniche
È un'ala sinistra.

## Carriera

### Club
Cresciuto nel settore giovanile dell'Amburgo, debutta in prima squadra il 20 novembre 2016 giocando i minuti finali dell'incontro di Bundesliga pareggiato 2-2 contro l'Hoffenheim. Il 31 agosto 2017 viene ceduto in prestito biennale all'Unterhaching dove fa esperienza nella terza divisione tedesca segnando 6 reti in 60 partite. Rientrato al termine del prestito, viene poco dopo ceduto a titolo definitivo all'Holstein Kiel.

### Nazionale
Ha giocato nelle nazionali giovanili tedesche Under-16 ed Under-17.

## Statistiche
Statistiche aggiornate al 27 gennaio 2021.

### Presenze e reti nei club
| Stagione             | Squadra              | Campionato           | Campionato | Campionato | Coppe nazionali | Coppe nazionali | Coppe nazionali | Coppe continentali | Coppe continentali | Coppe continentali | Altre coppe | Altre coppe | Altre coppe | Totale | Totale | Totale |
| Stagione             | Squadra              | Comp                 | Pres       | Reti       | Comp            | Pres            | Reti            | Comp               | Pres               | Reti               | Comp        | Pres        | Reti        | Pres   | Reti   |        |
| -------------------- | -------------------- | -------------------- | ---------- | ---------- | --------------- | --------------- | --------------- | ------------------ | ------------------ | ------------------ | ----------- | ----------- | ----------- | ------ | ------ | ------ |
| 2015-2016            | Amburgo II           | RL                   | 1          | 0          |                 | -               | -               |                    | -                  | -                  |             | -           | -           | 1      | 0      |        |
| 2016-2017            | Amburgo II           | RL                   | 22         | 2          |                 | -               | -               |                    | -                  | -                  |             | -           | -           | 22     | 2      |        |
| 2017-2018            | Amburgo II           | RL                   | 2          | 1          |                 | -               | -               |                    | -                  | -                  |             | -           | -           | 2      | 1      |        |
| Totale Amburgo II    | Totale Amburgo II    | Totale Amburgo II    | 25         | 3          |                 | -               | -               |                    | -                  | -                  |             | -           | -           | 25     | 3      |        |
| 2016-2017            | Amburgo              | BL                   | 1          | 0          | CG              | 0               | 0               |                    | -                  | -                  |             | -           | -           | 1      | 0      |        |
| 2017-2018            | Unterhaching         | 3L                   | 31         | 5          | CG              | 0               | 0               |                    | -                  | -                  |             | -           | -           | 31     | 5      |        |
| 2018-2019            | Unterhaching         | 3L                   | 29         | 1          | CG              | 0               | 0               |                    | -                  | -                  |             | -           | -           | 29     | 1      |        |
| Totale Unterhaching  | Totale Unterhaching  | Totale Unterhaching  | 60         | 6          |                 | 0               | 0               |                    | -                  | -                  |             | -           | -           | 60     | 6      |        |
| 2019-2020            | Holstein Kiel        | 2L                   | 19         | 2          | CG              | 2               | 1               |                    | -                  | -                  |             | -           | -           | 21     | 3      |        |
| 2020-2021            | Holstein Kiel        | 2L                   | 17         | 0          | CG              | 2               | 1               |                    | -                  | -                  |             | -           | -           | 19     | 1      |        |
| Totale Holstein Kiel | Totale Holstein Kiel | Totale Holstein Kiel | 36         | 2          |                 | 4               | 2               |                    | -                  | -                  |             | -           | -           | 40     | 4      |        |
| Totale carriera      | Totale carriera      | Totale carriera      | 122        | 11         |                 | 4               | 2               |                    | -                  | -                  |             | -           | -           | 126    | 13     |        |